# Roger Colliot
Pour les articles homonymes, voir Colliot.
Roger Colliot (né le 2 septembre 1925 à Noyelles-Godault dans le Pas-de-Calais et mort le 27 juillet 2004 à Lens) est un joueur de football français, qui évoluait au poste de défenseur.

## Biographie

### Carrière en sélection
En amateur, il participe au tournoi des Jeux olympiques de 1952 à Helsinki, comme défenseur central.